# Dagstorps mosse
Dagstorps mosse är ett naturreservat i Kävlinge kommun i Skåne län som även är Natura 2000 område.
Området är ett av västra Skånes sista kvarvarande rikkärr omgivet av betade fuktängar. 

## Flora och fauna
Botaniskt viktiga växter som finns på reservatet är svarttåg samt trubbtåg, blåtåg, torvtåg,
axag, stor ögontröst, stor käringtand, fyreggad johannesört, blekvide, rosmarinvide och sandvide.